# Myrcia gaudichaudiana
Myrcia gaudichaudiana là một loài thực vật có hoa trong Họ Đào kim nương. Loài này được (O.Berg) Loefgr. & Everett mô tả khoa học đầu tiên năm 1919.